# La Bête dans la jungle (film)
Ne doit pas être confondu avec La Bête dans la jungle.
Pour plus de détails, voir Fiche technique et Distribution.
La Bête dans la jungle est un film dramatique franco-belge-autrichien coécrit et réalisé par Patric Chiha, sorti en 2023. Le scénario est librement adapté du roman court du même nom d'Henry James. Le film a été présenté en première mondiale lors de la Berlinale 2023 dans la section « Panorama »,.

## Synopsis
Pendant 25 ans, de 1979 à 2004, dans une immense boîte de nuit, un homme et une femme guettent ensemble un événement mystérieux.

## Fiche technique
Sauf indication contraire, les informations mentionnées dans cette section peuvent être confirmées par les bases de données cinématographiques IMDb et Allociné,  présentes dans la section « Liens externes ».
- Titre original : La Bête dans la jungle
- Titre anglais : The Beast in the Jungle
- Réalisation : Patric Chiha
- Scénario : Patric Chiha, Axelle Ropert et Jihane Chouaib, d'après le roman court La Bête dans la jungle d'Henry James
- Musique : Dino Spiluttini et Émilie Hanak
- Photographie : Céline Bozon
- Montage : Karina Ressler et Julien Lacheray
- Son : Atanas Tcholakov
- Montage son et mixage : Mikaël Barre
- Décors : Eve Martin
- Costumes : Claire Dubien
- Production : Charlotte Vincent, Katia Khazak, Cassandre Warnauts, Jean-Yves Roubin, Ebba Sinzinger, Vincent Lucassen
- Sociétés de production : Aurora Films, Frakas Productions S.P.R.L., Wildart Film
- Sociétés de distribution : Les Films du Losange (France), O'Brother (Belgique)
- Pays de production : France[5], Belgique[5], Autriche[5]
- Langue originale : français[3]
- Genre : drame
- Durée : 103 minutes[3],[5]
- Budget : 3 millions d'euros[6]
- Dates de sortie[7] : 
  - Allemagne : 17 février 2023 (Berlinale)[3]
  - France : 14 juin 2023 (Festival de Cabourg)[8]; 16 août 2023 (sortie nationale)
- Classification :
  - France : tous publics[9]

## Distribution
- Anaïs Demoustier : May
- Tom Mercier : John
- Béatrice Dalle : la physionomiste
- Martin Vischer : Pierre
- Sophie Demeyer : Alice
- Pedro Cabanas : Monsieur Pipi
- Mara Taquin : Céline
- Bachir Tlili : Yacine

## Production

### Genèse et développement
Le réalisateur autrichien Patric Chiha commence à écrire le scénario du film en 2017. Le 15 avril 2019, le magazine britannique Screen International annonce que Chiha dirigera une adaptation en français du roman court La Bête dans la jungle de l'écrivain américain Henry James, que l'acteur français Gaspard Ulliel a signé pour jouer le protagoniste du conte aux côtés de l'actrice luxembourgeoise Vicky Krieps qui incarnera la femme qui l'aime et renonce à sa vie pour sa vaine attente. Le film aurait dû être tourné pendant l'hiver 2019 pour sortir en 2020.
La Bête dans la jungle réunit Patric Chiha et la productrice Charlotte Vincent d'Aurora Films, basée à Paris, qui a produit ses deux longs métrages de fiction, Domaine (2009) et Boys Like Us (2014). Les Films du Losange gèrent les préventes internationales de la production au festival de Cannes 2019 et prennent également les droits de distribution français. La production est à 42,49 % française, 39,27 % belge, et 18,24 % autrichienne, avec le soutien du CNC, de la Fédération Wallonie Bruxelles, ÖFI (Austrian Film Institute), BeTV, Proximus, RTBF, Screen Brussels, Cinémage, Arte/Cofinova, de l’aide au développement du CNC, MEDIA et Procirep,.
Le 24 novembre 2021, Cineuropa annonce que les actrices françaises Anaïs Demoustier et Béatrice Dalle et l'acteur israélien Tom Mercier ont été choisis pour les rôles principaux et que le tournage doit commencer le 29 novembre à Bruxelles.

### Tournage
Le tournage a lieu à Vienne, en Autriche et à Bruxelles, en Belgique entre le 11 novembre 2021 et le 14 janvier 2022,. Le club Le Mirano à Bruxelles sert de décor pour les scènes se déroulant dans la boîte,.

## Distribution

### Marketing
Le 6 février 2022, le compte Twitter des Films du Losange partage une image du plateau de tournage montrant les acteurs dansant dans la boîte. Un premier teaser et un premier extrait du film mettant en scène Anaïs Demoustier et Tom Mercier sont dévoilés par Les Films du Losange le 18 janvier 2023,.

### Sortie
Le film est présenté en première mondiale à la Berlinale dans la section Panorama le 17 février 2023,.

## Accueil

### Accueil critique
En France, le site Allociné propose une moyenne de 3,0/5, d'après l'interprétation de 21 critiques de presse recensées.

### Box-office
Pour son premier jour d'exploitation en France, La Bête dans la jungle réalise 2 009 entrées. Pour son premier week-end d'exploitation en salles, le film cumule 7 073 entrées sur 65 copies. Pour son second week-end d'exploitation, le film cumule 12 064 entrées sur 75 copies.
| Pays ou région | Box-office     | Date d'arrêt du box-office | Nombre de semaines |
| -------------- | -------------- | -------------------------- | ------------------ |
| France         | 15 578 entrées | 11 octobre 2023            | 7                  |
| Total mondial  |                | -                          | -                  |

## Distinctions

### Récompenses
- Diagonale 2023 : prix du meilleur costume pour Claire Dubien[24]

### Nominations et sélections
- Berlinale 2023 : 
  - Sélection « Panorama »[3]
  - En competition pour le Prix Teddy du meilleur long métrage LGBT[25]
- Diagonale 2023 : compétition officielle[1]
- Festival du film de Cabourg 2023 : compétition officielle[26]
- Prix Louis-Delluc 2023 : meilleur film pour Patric Chiha[27]